# Fanta Régina Nacro

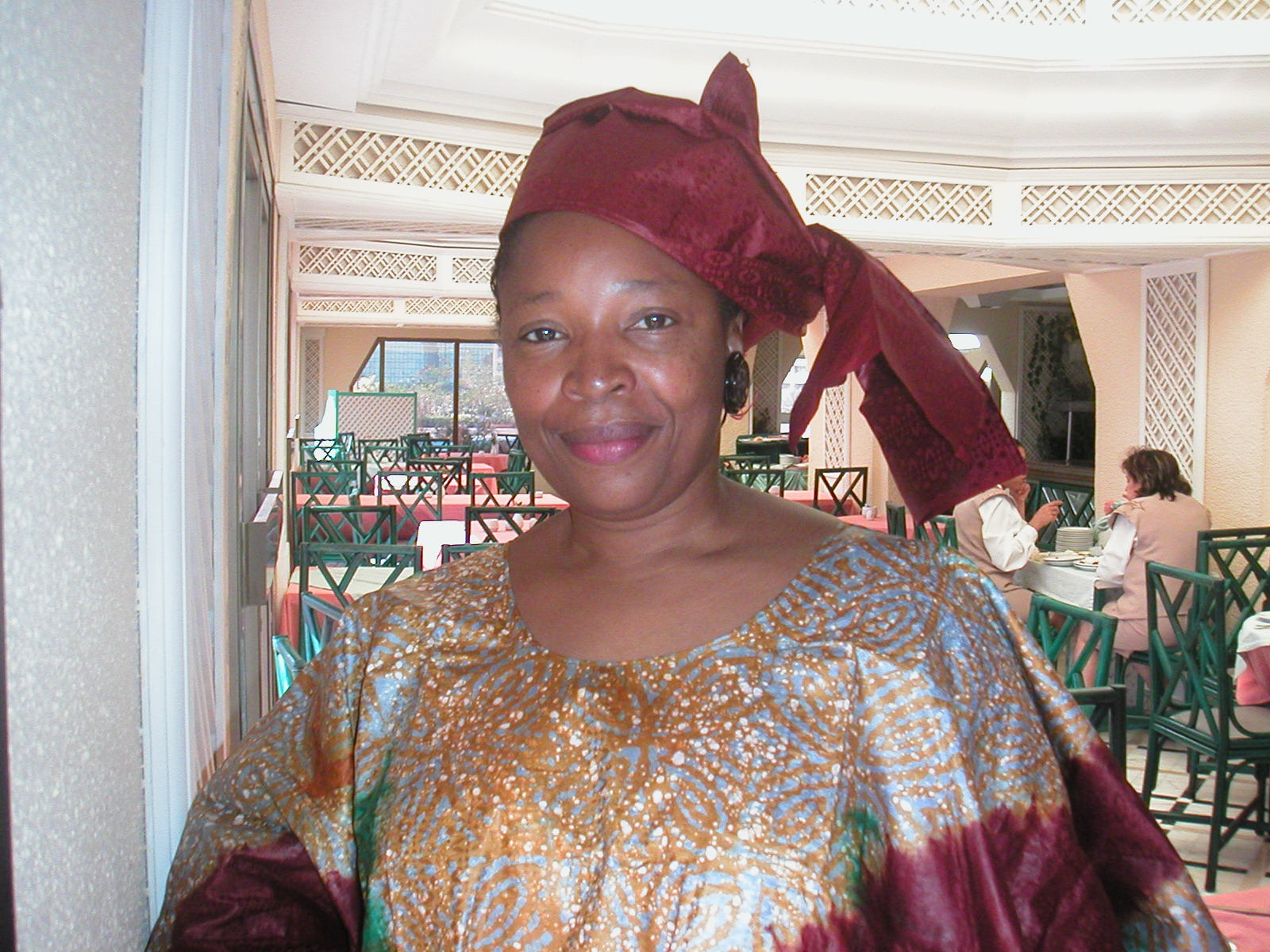

Fanta Régina Nacro (sinh ngày 4 tháng 9 năm 1962) là một đạo diễn phim người Burkina Faso. Bà được biết đến với vai trò đạo diễn các bộ phim La Nuit de la Verité (Night of Truth) (2004) và Un Sure Matin (Some Morning) (1991), cả hai đều thu hút sự chú ý của quốc tế.
Nacro cũng được biết đến là người phụ nữ đầu tiên từ Burkina Faso chỉ đạo một bộ phim truyện và là thành viên sáng lập của Guilde Victaine des Realisateurs et Producteurs (Hiệp hội sản xuất và giám đốc châu Phi).

## Thơ ấu và giáo dục sớm
Nacro lớn lên ở vùng nông thôn Burkina Faso với ý định trở thành bà đỡ. Sau đó nhận ra rằng niềm đam mê của bà là kể chuyện, Nacro bắt đầu quan tâm đối với công việc trong ngành công nghiệp điện ảnh bắt đầu tăng lên. Bà nhắc đến một người hàng xóm đã thông báo cho bà về trường điện ảnh, Viện nghiên cứu điện ảnh Cinématographique de Ouagadougou (INAFEC) ở Burkina Faso.
Khi đang học tại INAFEC, Nacro đã gặp Idrissa Ouedraogo, một giám đốc mà sau này bà làm việc với tư cách là một biên tập viên. Bà đã nhận được bằng cấp đầu tiên về khoa học và kỹ thuật nghe nhìn từ INAFEC vào năm 1986.
Bà cũng đã nhận được bằng thạc sĩ về nghiên cứu phim và nghe nhìn tại Sorbonne.

## Sự nghiệp
Tác phẩm đầu tiên của Nacro về điện ảnh được thực hiện trong thời gian hợp tác trong quá trình học tại INAFEC. Bộ phim của bà đã hợp tác với bộ phim tại Đại học Howard do Giáo sư Abiyi Ford dẫn đầu. Bà cho rằng dự án tập thể này, trong đó bà đã gặp nhà làm phim Zeinabu Davis, là "trải nghiệm điện ảnh đầu tiên của bà. Điều đó rất quan trọng đối với tôi và cho phép tôi xác định vai trò của mình trong nghề này". Kể từ đó, bà đã tuyên bố rằng mặc dù các dự án hợp tác trong tương lai giữa các đạo diễn châu Phi và đạo diễn người Mỹ gốc Phi sẽ có giá trị lớn, việc tìm kiếm nguồn tài trợ vẫn sẽ là một thách thức chính.
Đáng chú ý rằng trong quá trình học tập, Nacro phải học tất cả các khía cạnh khác nhau của việc làm phim, bao gồm chỉnh sửa và quay phim, những kỹ năng này là những gì giúp bà bắt đầu sự nghiệp trong ngành công nghiệp điện ảnh. Bắt đầu với vai trò phát thanh viên truyền hình, sau đó ghép phim và biên đạo, Nacro sớm bắt đầu làm đạo diễn và thực hiện bộ phim đầu tiên của mình, Un Sure Matin (1991).
Năm 1999, Nacro cùng với Jean-Marie Teno và Balufu Bakupa-Kanyinda, đã tạo ra Guilde Victaine des Realisateurs et Producteurs (Hiệp hội sản xuất và đạo diễn châu Phi) để lan rộng tác phẩm của các nhà làm phim châu Phi. Sáng kiến này đã làm các tác phẩm mang lại sự chú ý nhiều hơn cho Điện ảnh Châu Phi trong nỗ lực hỗ trợ ngành công nghiệp này.

## Danh sách phim
- 1991 Un Certain Matin (15 phút)
- 1993 L'Ecole au coeur de la vie (13 phút)
- 1995 Puk Nini (32 phút)
- 1997 Femmes capables (23 phút)
- 1997 La Tortue du Monde (23 phút)
- 1998 Le Truc de Konaté (33 phút)
- 1999 Florence Barrigha (26 phút)
- 2000 Relou (5 phút)
- 2000 Laafi Bala (26 phút)
- 2001 La bague au doigt (5 phút)
- 2001 Une volonté de fer (5 phút)
- 2001 La voix de la raison (5 phút)
- 2001 Bintou (31 phút)
- 2002 En parler ça aide (17 phút)
- 2003 Vivre positivement (42 phút)
- 2004 La Nuit de la Verité (Night of Truth, 100 phút)

## Giải thưởng
- Năm 1992, giải Tanit d'Or cho phim ngắn Un Sure Matin tại Carthage[3]
- Năm 1992, giải Licorne d'Or cho phim ngắn Un Sure Matin tại Amiens[3]
- Năm 1993, Giải nhất Air Afrique cho bộ phim ngắn Un Sure Matin tại Milan[3]
- Năm 1997, đề cử cho Puk Nini tại FESPACO[3]